# مارکوس مایدانا
مارکوس مایدانا (اسپانیایی: Marcos Maidana‎؛ زادهٔ ۱۷ ژوئیهٔ ۱۹۸۳) بوکسور اهل آرژانتین است.